# Sarcinodes subfulvida
Sarcinodes subfulvida är en fjärilsart som beskrevs av W. Warren 1896. Sarcinodes subfulvida ingår i släktet Sarcinodes och familjen mätare. Inga underarter finns listade.